# Théo Bergerat
Pour les articles homonymes, voir Bergerat.
Théo Bergerat né Théophile Eugène Bergerat le 29 janvier 1876 dans le 7e arrondissement de Paris, et, mort le 25 août 1934 à Poissy,, est un réalisateur, scénariste, chroniqueur et journaliste de radio français. 

## Biographie
Théo Bergerat était le fils d'Émile Bergerat et d'Estelle Gautier, petit-fils de Théophile Gautier et d'Ernesta Grisi.
Théo Bergerat fit une brève carrière cinématographique qui prit fin avec la période du cinéma muet. Dans la seconde moitié des années 1920 puis dans les années 1930, Théo Bergerat devint un chroniqueur et journaliste de radio.

## Filmographie

### Réalisateur
- 1918 : Huit millions de dot
- 1919 : Dans les ténèbres
- 1920 : Les Deux Baisers
- 1920 : La Terre commande
- 1921 : Un drame à la ferme
- 1921 : Le Juge
- 1921 : La Fleur des Indes
- 1921 : Rempart du Brabant
- 1921 : La Douloureuse comédie
- 1922 : Mimi Pinson
- 1922 : Sang belge

### Scénariste
- 1911 : Le Roman de la momie d'Albert Capellani et Henri Desfontaines
- 1921 : La Douloureuse comédie
- 1922 : Les Sept Francs de Cocandeau de Gerschel

## Radiophonie
- En 1927, Théo Bergerat tint une chronique sur les ondes de la TSF appelé "Chronique de Paris" placé après le "journal parlé" du soir[5].
- En 1928, il lance un roman-concours sur la radio sur le récit de "L'Énigme de Chenevielle".
- En 1935, Théo Bergerat adapta le roman d'Eugène Sue "Les Mystères de Paris" pour la radio nationale Radio-Paris.